# Loyd Carrier
La Loyd Carrier era un piccolo veicolo cingolato e corazzato da trasporto utilizzato dalle forze armate britanniche e del Commonwealth durante la seconda guerra mondiale. Oltre alle funzioni di trasporto in alcuni casi venne dotata di armamento e utilizzata per il supporto della fanteria.

## Storia
La Loyd venne provata dall'esercito nel 1939. Il mezzo impiegava la parte meccanica – motore, cambio e trasmissione – dell'autocarro 15 cwt 4x2 Fordson. Il motore era montato nella parte posteriore con il radiatore posto sotto al propulsore. La trasmissione lo collegava alle ruote motrici anteriori che trasmettevano il moto ai cingoli. Sia queste che le ruote di rimando posteriori erano dotate di freni che venivano comandati dalle due leve a disposizione del conducente. Tirando la leva di sinistra o di destra si bloccavano i freni del lato corrispondente e si faceva quindi girare il veicolo verso quella direzione. Sul telaio era sistemata una struttura leggermente corazzata, aperta nella parte posteriore e superiore, che costituiva il compartimento di carico del mezzo. Questa configurazione, che lasciava scoperta gran parte del veicolo, non era ritenuta un problema visto l'utilizzo al quale questo era destinato. In caso di pioggia o cattive condizioni meteorologiche era a disposizione una copertura in tela.
Inizialmente la Loyd Carrier fu ordinata in duecento esemplari con la designazione di Carrier, Tracked Personnel Carrying. I primi veicoli erano prodotti dalla Vivian Loyd, in seguito la produzione avvenne anche presso la Ford, la Wolseley Motor, la Denis Brother Ltd., la Aveling & Barford e dalla Sentinel Waggon Works. In totale saranno 26.000 le Loyd Carrier prodotte durante il conflitto. La Loyd venne impiegata anche dai genieri come veicolo di supporto al trattore Caterpillar D8.

## Versioni
Anche se la Loyd Carrier fu adattata a diversi ruoli non venne prodotta in molte versioni:
- Tracked Personnel Carrier (TPC): Versione trasporto truppe
- Carrier Tracked Towin (CTT): Versione utilizzata per il traino del cannone da 2 o 6 Pdr (40 e 57 mm) oltre che dei serventi. Fu utilizzata anche per il trasporto del mortaio da 4,2 in (107 mm)
- Carrier Tracked Cable Layer Mechanical (CTCLM): Versione utilizzata per la posa di cavi telefonici
- Carrier Tracked Starting e Charging (CTSC): Versione utilizzata presso i reggimenti corazzati per fornire supporto ai carri armati. Era dotata di un generatore elettrico da 30 e da 12 V, azionato dal motore.